# Societatea Geologică din Londra
Societatea Geologică din Londra (original engleză Geological Society of London; cunoscută și ca The Geological Society) este o societate științifică cu sediul în Regatul Unit. Este cea mai veche societate națională geologică din lume și cea mai mare din Europa, cu peste 9 000 de membri. Aceștia primesc postnominalul FGS (care reprezintă inițialele: Fellow of the Geological Society, membru al Societății). Încă din 1831, această Societate acordă Medalia Wollaston, odată pe an. 